# Tajvan az 1996. évi nyári olimpiai játékokon
Tajvan az egyesült államokbeli Atlantában megrendezett 1996. évi nyári olimpiai játékok egyik részt vevő nemzete volt. Az országot az olimpián 14 sportágban 74 sportoló képviselte, akik összesen 1 érmet szereztek.

## Érmesek
| Érem  | Versenyző  | Sportág       | Versenyszám |
| ----- | ---------- | ------------- | ----------- |
| Ezüst | Csen Csing | Asztalitenisz | Női egyes   |

## Asztalitenisz
Férfi
| Versenyző                                  | Versenyszám | Csoportkör | Csoportkör | Nyolcaddöntő      | Negyeddöntő       | Elődöntő          | Döntő             | Helyezés |
| Versenyző                                  | Versenyszám | Ellenfél Eredmény | Hely.      | Ellenfél Eredmény | Ellenfél Eredmény | Ellenfél Eredmény | Ellenfél Eredmény | Helyezés |
| ------------------------------------------ | ----------- | --- | ---------- | ----------------- | ----------------- | ----------------- | ----------------- | -------- |
| Chiang Peng-Lung                           | Egyes       | A csoport · Taszaki Tosio (JPN) · 2:0 · Ahmed Mohammed Oszáma (SUD) · 2:0 · Kong Linghui (CHN) · 0:2                                                         | 2.         | kiesett           | kiesett           | kiesett           | kiesett           | 17.      |
| Chiang Peng-Lung Vu Ven-csia (Wu Wen-Chia) | Páros       | F csoport · Lengyelország (POL) · Andrzej Grubba · Lucjan Błaszczyk · 1:2 · Dél-Korea (KOR) · Kang Hicshan (Gang Hui-chan) · Kim Thekszu (Kim Taek-su) · 0:2 | 3.         |                   | kiesett           | kiesett           | kiesett           | 17.      |

Női
| Versenyző                | Versenyszám | Csoportkör | Csoportkör | Nyolcaddöntő                                      | Negyeddöntő                                                              | Elődöntő                             | Döntő                                                | Helyezés |
| Versenyző                | Versenyszám | Ellenfél Eredmény | Hely.      | Ellenfél Eredmény                                 | Ellenfél Eredmény                                                        | Ellenfél Eredmény                    | Ellenfél Eredmény                                    | Helyezés |
| ------------------------ | ----------- | --- | ---------- | ------------------------------------------------- | ------------------------------------------------------------------------ | ------------------------------------ | ---------------------------------------------------- | -------- |
| Csen Csing               | Egyes       | C csoport · Láríssza Suajb (LIB) · 2:0 · Alessia Arisi (ITA) · 2:1 · Chunli Li (NZL) · 2:0 | 1.         | Bátorfi Csilla (HUN) · 21–13, 21–14, 15–21, 21–14 | Chan Tan Lui (HKG) · 21–12, 21–15, 21–19                                 | Qiao Hong (CHN) · 21–9, 23–21, 21–17 | Deng Yaping (CHN) · 14–21, 17–21, 22–20, 21–17, 5–21 |          |
| Chen Chiu-Tan            | Egyes       | K csoport · Olga Nemes (GER) · 0:2 · Pak Hedzsong (Park Hae-Jeong) (KOR) · 0:2 · Aida Steshenko (TKM) · 2:0                                                                                                  | 3.         | kiesett                                           | kiesett                                                                  | kiesett                              | kiesett                                              | 33.      |
| Xu Jing                  | Egyes       | J csoport · Kim Hjangmi (PRK) · 1:2 · Jing Jun Hong (SIN) · 0:2 · Petra Cada (CAN) · 2:0 | 3.         | kiesett                                           | kiesett                                                                  | kiesett                              | kiesett                                              | 33.      |
| Chen Chiu-Tan Csen Csing | Páros       | E csoport · Ausztrália (AUS) · Shirley Zhou · Stella Zhou · 2:1 · Észak-Korea (PRK) · Kim Hjangmi · Szon Mi · 1:2 · Magyarország (HUN) · Bátorfi Csilla · Tóth Krisztina · 2:0                               | 1.         |                                                   | Kína (CHN) · Deng Yaping · Qiao Hong · 21–18, 16–21, 19–21, 24–22, 21–23 | kiesett                              | kiesett                                              | 5.       |
| Bai Hui-Yun Xu Jing      | Páros       | D csoport · Románia (ROU) · Emilia Elena Ciosu · Georgeta Cojocaru · 2:1 · Uganda (UGA) · Mary Musoke · June Kyakobye · 2:0 · Dél-Korea (KOR) · Pak Hedzsong (Park Hae-Jeong) · Ju Dzsihje (Yu Ji-Hye) · 0:2 | 2.         |                                                   | kiesett                                                                  | kiesett                              | kiesett                                              | 9.       |

## Atlétika
Férfi
| Versenyző       | Versenyszám | Előfutam | Előfutam | Előfutam | Negyeddöntő | Negyeddöntő | Negyeddöntő | Elődöntő | Elődöntő | Elődöntő | Döntő   | Döntő    |
| Versenyző       | Versenyszám | Idő      | Hely.    | Össz.    | Idő         | Hely.       | Össz.       | Idő      | Hely.    | Össz.    | Idő     | Helyezés |
| --------------- | ----------- | -------- | -------- | -------- | ----------- | ----------- | ----------- | -------- | -------- | -------- | ------- | -------- |
| Huang Hsin-Ping | 100 m       | 10,70    | 7.       | 75.      | kiesett     | kiesett     | kiesett     | kiesett  | kiesett  | kiesett  | kiesett | kiesett  |
| Tao Wu-Shiun    | 200 m       | 21,25    | 7.       | 64.*     | kiesett     | kiesett     | kiesett     | kiesett  | kiesett  | kiesett  | kiesett | kiesett  |
| Hsu Gi-Sheng    | Maraton     |          |          |          |             |             |             |          |          |          | 2:23:04 | 57.      |

| Versenyző     | Versenyszám | Selejtező | Selejtező | Döntő    | Döntő    |
| Versenyző     | Versenyszám | Eredmény  | Helyezés  | Eredmény | Helyezés |
| ------------- | ----------- | --------- | --------- | -------- | -------- |
| Nai Hui-Fang  | Távolugrás  | 791 cm    | 16.**     | kiesett  | kiesett  |
| Chao Chih-Kuo | Távolugrás  | 767 cm    | 30.       | kiesett  | kiesett  |

Női
| Versenyző      | Versenyszám | Előfutam | Előfutam | Előfutam | Negyeddöntő | Negyeddöntő | Negyeddöntő | Elődöntő | Elődöntő | Elődöntő | Döntő   | Döntő    |
| Versenyző      | Versenyszám | Idő      | Hely.    | Össz.    | Idő         | Hely.       | Össz.       | Idő      | Hely.    | Össz.    | Idő     | Helyezés |
| -------------- | ----------- | -------- | -------- | -------- | ----------- | ----------- | ----------- | -------- | -------- | -------- | ------- | -------- |
| Wang Huei-Chen | 100 m       | 11,70    | 7.       | 39.      | kiesett     | kiesett     | kiesett     | kiesett  | kiesett  | kiesett  | kiesett | kiesett  |
| Hsu Pei-Chin   | 400 m gát   | 58,80    | 8.       | 30.      |             |             |             | kiesett  | kiesett  | kiesett  | kiesett | kiesett  |

* - egy másik versenyzővel azonos eredményt ért el

** - két másik versenyzővel azonos eredményt ért el

## Cselgáncs
Férfi
| Versenyző                           | Versenyszám | Selejtező         | 32-es főtábla             | Nyolcaddöntő      | Negyeddöntő       | Elődöntő          | Vigaszág első kör              | Vigaszág negyeddöntő   | Vigaszág elődöntő | Bronz- mérkőzés   | Döntő             | Helyezés |
| Versenyző                           | Versenyszám | Ellenfél Eredmény | Ellenfél Eredmény         | Ellenfél Eredmény | Ellenfél Eredmény | Ellenfél Eredmény | Ellenfél Eredmény              | Ellenfél Eredmény      | Ellenfél Eredmény | Ellenfél Eredmény | Ellenfél Eredmény | Helyezés |
| ----------------------------------- | ----------- | ----------------- | ------------------------- | ----------------- | ----------------- | ----------------- | ------------------------------ | ---------------------- | ----------------- | ----------------- | ----------------- | -------- |
| Liao Chun-Chiang                    | Légsúly     | erőnyerő          | Roberto Naveira (ESP) · V | kiesett           | kiesett           | kiesett           |                                |                        |                   |                   |                   | 21.      |
| Huang Csien-lung (Huang Chien-Lung) | Könnyűsúly  | erőnyerő          | Steve Corkin (NZL) · V    | kiesett           | kiesett           | kiesett           |                                |                        |                   |                   |                   | 21.      |
| Lo Yu-Wei                           | Váltósúly   | erőnyerő          | Koga Tosihiko (JPN) · V   |                   |                   |                   | Bronisław Wołkowicz (POL) · GY | Flávio Canto (BRA) · V | kiesett           | kiesett           |                   | 9.       |
| Wu Kuo-Hui                          | Középsúly   | erőnyerő          | Brian Olson (USA) · V     | kiesett           | kiesett           | kiesett           |                                |                        |                   |                   |                   | 21.      |

Női
| Versenyző       | Versenyszám  | Selejtező                             | Nyolcaddöntő                | Negyeddöntő              | Elődöntő          | Vigaszág első kör           | Vigaszág negyeddöntő       | Vigaszág elődöntő | Bronz- mérkőzés   | Döntő             | Helyezés |
| Versenyző       | Versenyszám  | Ellenfél Eredmény                     | Ellenfél Eredmény           | Ellenfél Eredmény        | Ellenfél Eredmény | Ellenfél Eredmény           | Ellenfél Eredmény          | Ellenfél Eredmény | Ellenfél Eredmény | Ellenfél Eredmény | Helyezés |
| --------------- | ------------ | ------------------------------------- | --------------------------- | ------------------------ | ----------------- | --------------------------- | -------------------------- | ----------------- | ----------------- | ----------------- | -------- |
| Yu Shu-Chen     | Légsúly      | Tina Kirkman (AUS) · GY               | Hillary Wolf (USA) · V      | kiesett                  | kiesett           |                             |                            |                   |                   |                   | 15.      |
| Tseng Hsiao-Fen | Harmatsúly   | Hjon Szukhi (Hyeon Suk-Hui) (KOR) · V |                             |                          |                   | Alessandra Giungi (ITA) · V | kiesett                    | kiesett           | kiesett           |                   | 13.      |
| Huang Ai-Chun   | Könnyűsúly   | erőnyerő                              | Filipa Cavalleri (POR) · GY | Liu Chuang (CHN) · V     |                   |                             | Zulfija Garipova (RUS) · V | kiesett           | kiesett           |                   | 9.       |
| Wu Mei-Ling     | Középsúly    | erőnyerő                              | Kazumi Risza (JPN) · GY     | Claudia Zwiers (NED) · V |                   |                             | Liliko Ogasawara (USA) · V | kiesett           | kiesett           |                   | 9.       |
| Chen Chiu-Ping  | Félnehézsúly | Leng Chunhui (CHN) · V                | kiesett                     | kiesett                  | kiesett           |                             |                            |                   |                   |                   | 19.      |
| Yeh Wen-Hua     | Nehézsúly    | erőnyerő                              | Nancy Filteau (CAN) · V     | kiesett                  | kiesett           |                             |                            |                   |                   |                   | 14.      |

## Íjászat
Férfi
| Versenyző                                   | Versenyszám | Selejtező | Selejtező | 64-es főtábla                          | 32-es főtábla                           | Nyolcaddöntő                                                                           | Negyeddöntő       | Elődöntő          | Döntő             | Helyezés |
| Versenyző                                   | Versenyszám | Pont      | Kiemelt   | Ellenfél Eredmény                      | Ellenfél Eredmény                       | Ellenfél Eredmény                                                                      | Ellenfél Eredmény | Ellenfél Eredmény | Ellenfél Eredmény | Helyezés |
| ------------------------------------------- | ----------- | --------- | --------- | -------------------------------------- | --------------------------------------- | -------------------------------------------------------------------------------------- | ----------------- | ----------------- | ----------------- | -------- |
| Hsieh Sheng-Feng                            | Egyéni      | 630       | 57.       | Jackson Fear (AUS) (8.) · 164–162      | Macusita Takajosi (JPN) (25.) · 157–156 | Justin Huish (USA) (9.) · 162–169                                                      | kiesett           | kiesett           | kiesett           | 10.      |
| Cho Sheng-Ling                              | Egyéni      | 646       | 41.       | Gary Hardinges (GBR) (24.) · 158–158   | kiesett                                 | kiesett                                                                                | kiesett           | kiesett           | kiesett           | 41.      |
| Wu Tsung-Yi                                 | Egyéni      | 645       | 42.       | Valerij Jeveckij (UKR) (23.) · 156–159 | kiesett                                 | kiesett                                                                                | kiesett           | kiesett           | kiesett           | 44.      |
| Cho Sheng-Ling Hsieh Sheng-Feng Wu Tsung-Yi | Csapat      | 646       | 15.       |                                        |                                         | Olaszország (ITA) · Matteo Bisiani · Michele Frangilli · Andrea Parenti (2.) · 243–244 | kiesett           | kiesett           | kiesett           | 10.      |

Női
| Versenyző                           | Versenyszám | Selejtező | Selejtező | 64-es főtábla                              | 32-es főtábla                                    | Nyolcaddöntő                         | Negyeddöntő                                                                                     | Elődöntő          | Döntő             | Helyezés |
| Versenyző                           | Versenyszám | Pont      | Kiemelt   | Ellenfél Eredmény                          | Ellenfél Eredmény                                | Ellenfél Eredmény                    | Ellenfél Eredmény                                                                               | Ellenfél Eredmény | Ellenfél Eredmény | Helyezés |
| ----------------------------------- | ----------- | --------- | --------- | ------------------------------------------ | ------------------------------------------------ | ------------------------------------ | ----------------------------------------------------------------------------------------------- | ----------------- | ----------------- | -------- |
| Lin Yi-Yin                          | Egyéni      | 644       | 19.       | Jana Tunyance (KAZ) (46.) · 159–140        | Giovanna Aldegani (ITA) (14.) · 155–149          | Volha Jakusava (BLR) (35.) · 157–161 | kiesett                                                                                         | kiesett           | kiesett           | 13.      |
| Lin Ya-Hua                          | Egyéni      | 632       | 41.       | Sandra Wagner-Sachse (GER) (24.) · 162–158 | Jun Hjejong (Yun Hye-Yeong) (KOR) (9.) · 155–167 | kiesett                              | kiesett                                                                                         | kiesett           | kiesett           | 19.      |
| Yang Chun-Chi                       | Egyéni      | 630       | 44.       | Lindsay Langston (USA) (21.) · 150–151     | kiesett                                          | kiesett                              | kiesett                                                                                         | kiesett           | kiesett           | 46.      |
| Lin Ya-Hua Lin Yi-Yin Yang Chun-Chi | Csapat      | 63        | 8.        |                                            |                                                  | erőnyerő                             | Svédország (SWE) · Christa Bäckman · Kristina Persson-Nordlander · Jenny Sjöwall (5.) · 227–239 | kiesett           | kiesett           | 7.       |

## Kerékpározás

### Országúti kerékpározás
Férfi
| Versenyző     | Versenyszám   | Idő           | Helyezés      |
| ------------- | ------------- | ------------- | ------------- |
| Chen Chih-Hao | Mezőnyverseny | nem ért célba | nem ért célba |

## Műugrás
Férfi
| Versenyző       | Versenyszám        | Selejtező | Selejtező | Elődöntő | Elődöntő | Döntő   | Döntő    |
| Versenyző       | Versenyszám        | Pont      | Helyezés  | Pont     | Helyezés | Pont    | Helyezés |
| --------------- | ------------------ | --------- | --------- | -------- | -------- | ------- | -------- |
| Chen Han-Hung   | Egyéni műugrás     | 194,13    | 37.       | kiesett  | kiesett  | kiesett | kiesett  |
| Chuan Hung-Ping | Egyéni toronyugrás | 220,89    | 36.       | kiesett  | kiesett  | kiesett | kiesett  |

## Ökölvívás
| Versenyző      | Versenyszám | Selejtező                    | Nyolcaddöntő      | Negyeddöntő       | Elődöntő          | Döntő             | Helyezés |
| Versenyző      | Versenyszám | Ellenfél Eredmény            | Ellenfél Eredmény | Ellenfél Eredmény | Ellenfél Eredmény | Ellenfél Eredmény | Helyezés |
| -------------- | ----------- | ---------------------------- | ----------------- | ----------------- | ----------------- | ----------------- | -------- |
| Tsai Chih-Hsiu | Papírsúly   | Mansueto Velasco (PHI) · RSC | kiesett           | kiesett           | kiesett           | kiesett           | 17.      |

RSC - a mérkőzésvezető megállította a mérkőzést

## Softball
| Tajvani softballcsapat-játékoskeret                                                                                                | Tajvani softballcsapat-játékoskeret                                                                         |
| --- | --- |
| - Han Hsin-Lin - Chien Pei-Chi - Chiu Chen-Ting - Chang Hsiao-Ching - Tu Hui-Ping - Yen Show-Tzu - Chung Chiung-Yao - Liu Tzu-Hsin | - Ou Ching-Chieh - Liu Chia-Chi - Wang Ya-Fen - Yang Hui-Chun - Tu Hui-Mei - Chien Chen-Ju - Lee Ming-Chieh |

### Eredmények
Csoportkör
| Csapat           | M | Gy | V | P+ | P– | Pk  |
| ---------------- | - | -- | - | -- | -- | --- |
| Egyesült Államok | 7 | 6  | 1 | 37 | 7  | +30 |
| Kína             | 7 | 5  | 2 | 29 | 7  | +22 |
| Ausztrália       | 7 | 5  | 2 | 22 | 11 | +11 |
| Japán            | 7 | 5  | 2 | 24 | 18 | +6  |
| Kanada           | 7 | 3  | 4 | 15 | 17 | –2  |
| Tajvan           | 7 | 2  | 5 | 19 | 19 | 0   |
| Hollandia        | 7 | 1  | 6 | 4  | 32 | –28 |
| Puerto Rico      | 7 | 1  | 6 | 5  | 44 | –39 |

| 1996. július 21. |  | Tajvan (TPE) | 1–2 | Kanada |  |  |
| 1996. július 21. |  |              |     |        |  |  |

| 1996. július 22. |  | Ausztrália (AUS) | 4–0 | Tajvan |  |  |
| 1996. július 22. |  |                  |     |        |  |  |

| 1996. július 23. |  | Tajvan (TPE) | 7–1 | Hollandia |  |  |
| 1996. július 23. |  |              |     |           |  |  |

| 1996. július 24. |  | Tajvan (TPE) | 0–4 | Egyesült Államok |  |  |
| 1996. július 24. |  |              |     |                  |  |  |

| 1996. július 25. |  | Puerto Rico (PUR) | 2–10 | Tajvan |  |  |
| 1996. július 25. |  |                   |      |        |  |  |

| 1996. július 26. |  | Kína (CHN) | 1–0 | Tajvan |  |  |
| 1996. július 26. |  |            |     |        |  |  |

| 1996. július 27. |  | Japán (JPN) | 5–1 | Tajvan |  |  |
| 1996. július 27. |  |             |     |        |  |  |

| Csapat | Helyezés |
| ------ | -------- |
| Tajvan | 6.       |

## Sportlövészet
Férfi
| Versenyző     | Versenyszám    | Selejtező | Selejtező | Döntő   | Döntő    |
| Versenyző     | Versenyszám    | Pont      | Helyezés  | Pont    | Helyezés |
| ------------- | -------------- | --------- | --------- | ------- | -------- |
| Tu Tsai-Hsing | Légpisztoly    | 571       | 41.*      | kiesett | kiesett  |
| Tu Tsai-Hsing | Szabadpisztoly | 550       | 34.       | kiesett | kiesett  |
| Huang I-Chien | Trap           | 111       | 57.*      | kiesett | kiesett  |
| Huang I-Chien | Dupla trap     | 141       | 1.*       | 178     | 6.       |

* - egy másik versenyzővel azonos eredményt ért el

## Súlyemelés
| Versenyző       | Versenyszám | Szakítás | Szakítás | Lökés    | Lökés    | Összesen | Helyezés |
| Versenyző       | Versenyszám | Eredmény | Helyezés | Eredmény | Helyezés | Összesen | Helyezés |
| --------------- | ----------- | -------- | -------- | -------- | -------- | -------- | -------- |
| Wang Shin-Yuan  | 54 kg       | 105,0    | 14.*     | 145,0    | 5.*      | 250,0    | 9.       |
| Liao Hsing-Chou | 64 kg       | 125,0    | 19.*     | 165,0    | 8.       | 290,0    | 14.      |
| Wu Tsai-Fu      | 83 kg       | 137,5    | 16.      | 175,0    | 14.      | 312,5    | 14.      |
| Kuo Tai-Chih    | 83 kg       | 125,0    | 17.      | 165,0    | 16.      | 290,0    | 16.      |

* - másik versenyzővel azonos eredményt ért el

## Tenisz
Férfi
| Versenyző                  | Versenyszám | 32-es főtábla                                                        | Nyolcaddöntő      | Negyeddöntő       | Elődöntő          | Bronz- mérkőzés   | Döntő             | Helyezés |
| Versenyző                  | Versenyszám | Ellenfél Eredmény                                                    | Ellenfél Eredmény | Ellenfél Eredmény | Ellenfél Eredmény | Ellenfél Eredmény | Ellenfél Eredmény | Helyezés |
| -------------------------- | ----------- | -------------------------------------------------------------------- | ----------------- | ----------------- | ----------------- | ----------------- | ----------------- | -------- |
| Chen Chih-Jung Lien Yu-Hui | Páros       | Elefántcsontpart (CIV) · Clément N’Goran · Claude N'Goran · 2–6, 2–6 | kiesett           | kiesett           | kiesett           | kiesett           | kiesett           | 17.      |

Női
| Versenyző     | Versenyszám | 64-es főtábla                          | 32-es főtábla                            | Nyolcaddöntő      | Negyeddöntő       | Elődöntő          | Bronz- mérkőzés   | Döntő             | Helyezés |
| Versenyző     | Versenyszám | Ellenfél Eredmény                      | Ellenfél Eredmény                        | Ellenfél Eredmény | Ellenfél Eredmény | Ellenfél Eredmény | Ellenfél Eredmény | Ellenfél Eredmény | Helyezés |
| ------------- | ----------- | -------------------------------------- | ---------------------------------------- | ----------------- | ----------------- | ----------------- | ----------------- | ----------------- | -------- |
| Wang Shi-Ting | Egyes       | Adriana Serra-Zanetti (ITA) · 7–5, 7–6 | Mary Joe Fernández (USA) · 6–7, 6–2, 1–6 | kiesett           | kiesett           | kiesett           | kiesett           | kiesett           | 17.      |

## Tollaslabda
| Versenyző                 | Versenyszám | Selejtező                                      | 32-es főtábla                                                                          | Nyolcaddöntő                       | Negyeddöntő       | Elődöntő          | Döntő             | Helyezés |
| Versenyző                 | Versenyszám | Ellenfél Eredmény                              | Ellenfél Eredmény                                                                      | Ellenfél Eredmény                  | Ellenfél Eredmény | Ellenfél Eredmény | Ellenfél Eredmény | Helyezés |
| ------------------------- | ----------- | ---------------------------------------------- | -------------------------------------------------------------------------------------- | ---------------------------------- | ----------------- | ----------------- | ----------------- | -------- |
| Liu En-Hung               | Férfi egyes | Édouard Clarisse (MRI) · 15–10, 15–2           | Michael Helber (GER) · 8–15, 15–0, 15–2                                                | Hariyanto Arbi (INA) · 0–15, 7–15  | kiesett           | kiesett           | kiesett           | 9.       |
| Chang Jeng-Shyuang        | Férfi egyes | erőnyerő                                       | Pak Szongu (Park Seong-u) (KOR) · 5–15, 3–15                                           | kiesett                            | kiesett           | kiesett           | kiesett           | 17.      |
| Huang Chia-Chi            | Női egyes   | Na Gjongmin (Na Gyeong-Min) (KOR) · 11–6, 11–7 | Denyse Julien (CAN) · 9–11, 11–5, 11–1                                                 | Camilla Martin (DEN) · 11–12, 9–11 | kiesett           | kiesett           | kiesett           | 9.       |
| Jeng Shwu-Zen             | Női egyes   | Erika Von Heiland (USA) · 11–2, 11–6           | Pornsawan Plungwech (THA) · 5–11, 0–11                                                 | kiesett                            | kiesett           | kiesett           | kiesett           | 17.      |
| Chen Li-Chin Tsai Hui-Min | Női páros   |                                                | Dél-Korea (KOR) · Cong Dzsehi (Jeong Jae-hui) · Pak Szujon (Park Su-yeon) · 6–15, 7–15 | kiesett                            | kiesett           | kiesett           | kiesett           | 17.      |

## Úszás
Férfi
| Versenyző       | Versenyszám | Előfutam | Előfutam | Előfutam | Döntő   | Döntő   | Döntő   | Helyezés |
| Versenyző       | Versenyszám | Idő      | Hely.    | Össz.    | Típus   | Idő     | Hely.   | Helyezés |
| --------------- | ----------- | -------- | -------- | -------- | ------- | ------- | ------- | -------- |
| Huang Chih-Yung | 50 m gyors  | 24,89    | 3.       | 56.      | kiesett | kiesett | kiesett | kiesett  |
| Huang Chih-Yung | 100 m gyors | 53,47    | 8.       | 56.      | kiesett | kiesett | kiesett | kiesett  |
| Huang Chih-Yung | 100 m mell  | 1:05,26  | 7.       | 33.      | kiesett | kiesett | kiesett | kiesett  |
| Huang Chih-Yung | 200 m mell  | 2:25,96  | 3.       | 34.      | kiesett | kiesett | kiesett | kiesett  |

Női
| Versenyző                                               | Versenyszám            | Előfutam | Előfutam | Előfutam | Döntő   | Döntő   | Döntő   | Helyezés |
| Versenyző                                               | Versenyszám            | Idő      | Hely.    | Össz.    | Típus   | Idő     | Hely.   | Helyezés |
| ------------------------------------------------------- | ---------------------- | -------- | -------- | -------- | ------- | ------- | ------- | -------- |
| Lin Chien-Ju                                            | 50 m gyors             | 27,00    | 8.       | 38.      | kiesett | kiesett | kiesett | kiesett  |
| Tsai Shu-Min                                            | 100 m gyors            | 58,65    | 7.       | 40.      | kiesett | kiesett | kiesett | kiesett  |
| Tsai Shu-Min                                            | 100 m hát              | 1:11,44  | 8.       | 34.      | kiesett | kiesett | kiesett | kiesett  |
| Tsai Shu-Min                                            | 200 m vegyes           | 2:28,71  | 8.       | 41.      | kiesett | kiesett | kiesett | kiesett  |
| Chang Wei-Chia                                          | 200 m gyors            | 2:06,97  | 6.       | 35.      | kiesett | kiesett | kiesett | kiesett  |
| Lin Chi-Chan                                            | 400 m gyors            | 4:17,18  | 6.       | 16.      | B       | 4:15,74 | 3.      | 11.      |
| Lin Chi-Chan                                            | 800 m gyors            | 8:40,31  | 1.       | 9.       | kiesett | kiesett | kiesett | kiesett  |
| Lin Chi-Chan                                            | 200 m hát              | 2:24,50  | 6.       | 33.      | kiesett | kiesett | kiesett | kiesett  |
| Mou Ying-Hsin                                           | 100 m mell             | 1:14,82  | 5.       | 39.      | kiesett | kiesett | kiesett | kiesett  |
| Mou Ying-Hsin                                           | 200 m mell             | 2:43,94  | 4.       | 36.      | kiesett | kiesett | kiesett | kiesett  |
| Hsieh Shu-Ting                                          | 100 m pillangó         | 1:04,39  | 6.       | 38.      | kiesett | kiesett | kiesett | kiesett  |
| Hsieh Shu-Tzu                                           | 200 m pillangó         | 2:16,27  | 6.       | 18.      | kiesett | kiesett | kiesett | kiesett  |
| Hsieh Shu-Tzu                                           | 400 m vegyes           | 5:01,70  | 7.       | 29.      | kiesett | kiesett | kiesett | kiesett  |
| Chang Wei-Chia Lin Chien-Ju Lin Chi-Chan Tsai Shu-Min   | 4 × 100 m gyorsváltó   | 3:56,39  | 7.       | 18.      | kiesett | kiesett | kiesett | kiesett  |
| Chang Wei-Chia Hsieh Shu-Ting Lin Chi-Chan Tsai Shu-Min | 4 × 200 m gyorsváltó   | 8:27,61  | 7.       | 19.      | kiesett | kiesett | kiesett | kiesett  |
| Hsieh Shu-Ting Lin Chien-Ju Mou Ying-Hsin Tsai Shu-Min  | 4 × 100 m vegyes váltó | 4:38,90  | 8.       | 24.      | kiesett | kiesett | kiesett | kiesett  |

## Vitorlázás
Férfi
| Versenyző            | Versenyszám     | Futam | Futam | Futam | Futam | Futam | Futam | Futam | Futam | Futam | Futam | Futam | Pontszám | Helyezés |
| Versenyző            | Versenyszám     | 1     | 2     | 3     | 4     | 5     | 6     | 7     | 8     | 9     | 10    | 11    | Pontszám | Helyezés |
| -------------------- | --------------- | ----- | ----- | ----- | ----- | ----- | ----- | ----- | ----- | ----- | ----- | ----- | -------- | -------- |
| Huang Ted            | Szörfvitorlázás | 6     | (15)  | (16)  | 8     | 4     | 12    | 13    | 10    | 6     |       |       | 59,0     | 9.       |
| Sih Brady Sih Bryant | 470-es osztály  | 24    | 27    | (28)  | 12    | (35)  | 15    | 14    | 24    | 4     | 26    | 26    | 172,0    | 25.      |